# Власт (обществено отношение)
Вижте пояснителната страница за други значения на Власт.
Властта е силно влияние, изразено в правото и възможността за разпореждане, контрол и подчиняване на волята. Предпоставки и източници на властта могат да са: пари, богатство, известност или знание.

## Власт
Властта е мярка за способността на човек да контролира средата около себе си, включително и поведението на другите същества. Терминът власт често е използван като сила, възприемана като законна от социалната структура.
Властта може да бъде лоша или несправедлива, но упражняването ѝ се приема за вътрешно присъщо на хората, като социални същества. Често изучаването на властта в обществото се приема като политика. Използването на властта няма нужда да включва принуда. В едната си крайност, тя много силно прилича на това което англоговорещите наричат „влияние“, въпреки че някои автори правят разлика между власт и влияние – средството чрез което се използва властта (Handy, C.1993 Understanding Organizations).
Голяма част от съвременния дебат върху властта се върти около проблема за подпомагане природата на властта. Изчерпателен разказ за властта може да бъде намерен във „Власт: Радикален възглед“ на Стивън Люкс, където той разисква трите измерения на властта. Така властта може да бъде разгледана като различни форми на ограничение на човешкото действие, но също и като нещо, което прави действието възможно, но в ограничена степен. В голяма степен този дебат е свързан с трудовете на френския философ Мишел Фуко (1926 – 1984), който е последовател на италианския политически философ Николо Макиавели (1469 – 1527) и разглежда властта, като „сложна стратегическа ситуация в определено общество“. Дълбоко структурно неговото понятие включва и ограничение, и упълномощаване.